# Chiara Scelsi
Chiara Scelsi (Sesto San Giovanni, 14 de junio de 1996) es una modelo italiana.

## Vida y carrera
Es de ascendencia italiana y brasileña. Su padre es de Calabria. Cuando Scelsi fue descubierta, se le animó que intentara triunfar en la actuación, ya que era considerada demasiado bajita para ser modelo. Scelsi debutó en el evento primavera/verano 2016 de Chanel. Es considerada la musa de Karl Lagerfeld. Ha modelado para DKNY, Vanessa Seward, Alberta Ferretti, Dolce & Gabbana, Polo Ralph Lauren, H&M, Diesel, Nike y Juicy Couture. Scelsi ha modelado para la sección de ropa y maquillaje de Dolce & Gabanna.
Scelsi ha aparecido en InStyle, Harper's Bazaar, Jalouse, Porter, Vogue (del Reino Unido, París, Japón, Alemania y México), V, Nasty Magazine, i-D, y Lui, entre otros. Ha figurado en la portada de Vogue (Portugal y México), Elle (Italia), Woman Madame Figaro (España), The Daily Front Row,  WSJ, e Interview (Alemania). Ha desfilado para Chanel, Alberta Ferretti, Dolce & Gabbana, Francesco Scognamiglio, entre otros.